# Domesticité

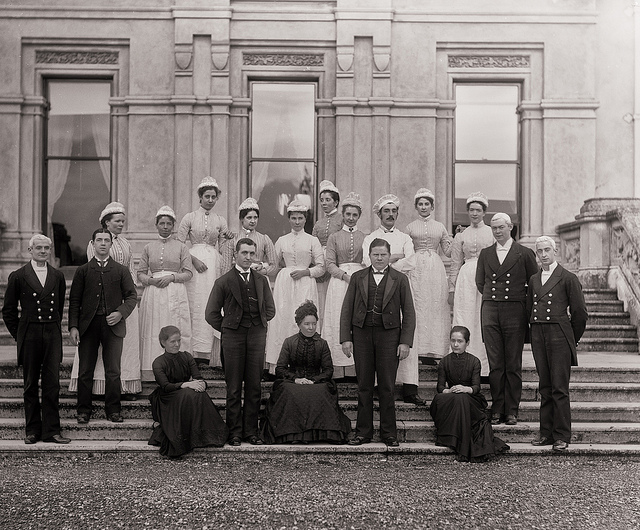
Le personnel de maison à, comté de Waterford, vers 1905.

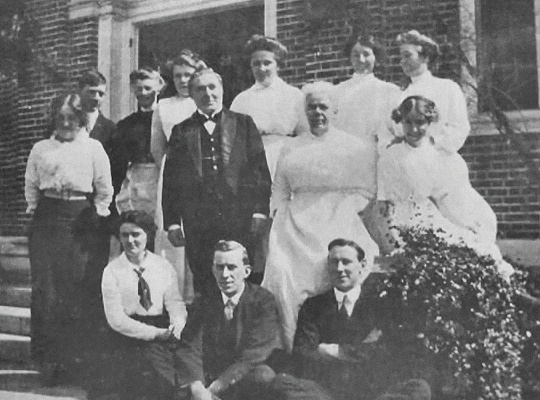
Des travailleurs domestiques aux États-Unis en 1914.

La domesticité est l'ensemble des employés affectés au service d'une personne ou d'une famille. Un travailleur domestique est une personne qui travaille dans le cadre de la résidence.
Les domestiques se distinguent des serfs ou esclaves des périodes historiques précédentes par le fait qu'ils reçoivent un traitement pour les tâches qu'ils accomplissent, ce qui se traduit par des émoluments ou un salaire régulier (ainsi que l'accès à une protection sociale, à la suite des réformes du monde du travail obtenues au XXe siècle). Ils sont également libres de quitter leur emploi lorsqu'ils le souhaitent, bien que leur condition sociale constitue un frein à cette mobilité. L'Organisation internationale du travail a adopté la Convention no 189 pour les travailleurs domestiques en juin 2011. Le 26 avril 2012, l'Uruguay est le premier pays à ratifier cette convention. Le nombre de domestiques dans le monde a augmenté de 60 % entre 1995 et 2011, selon l'Organisation internationale du travail.
L'emploi de travailleurs domestiques s'est généralisé dans la société bourgeoise du XIXe siècle, où un nombre considérable de « gens de maison » contribuait au niveau de vie et au raffinement des familles bourgeoises composant le capitalisme occidental. Cette remarque trouve un écho particulier dans l'Angleterre victorienne, qui avait codifié les rôles des travailleurs domestiques, du simple serviteur au cuisinier, du palefrenier jusqu’à la gouvernante ou au précepteur. Cette répartition des rôles était héritée de celle qui s'était mise en place dans les travailleurs domestiques de la noblesse de cour ou de ville au XVIIe siècle.

## Histoire du travail domestique en France (et en Europe)

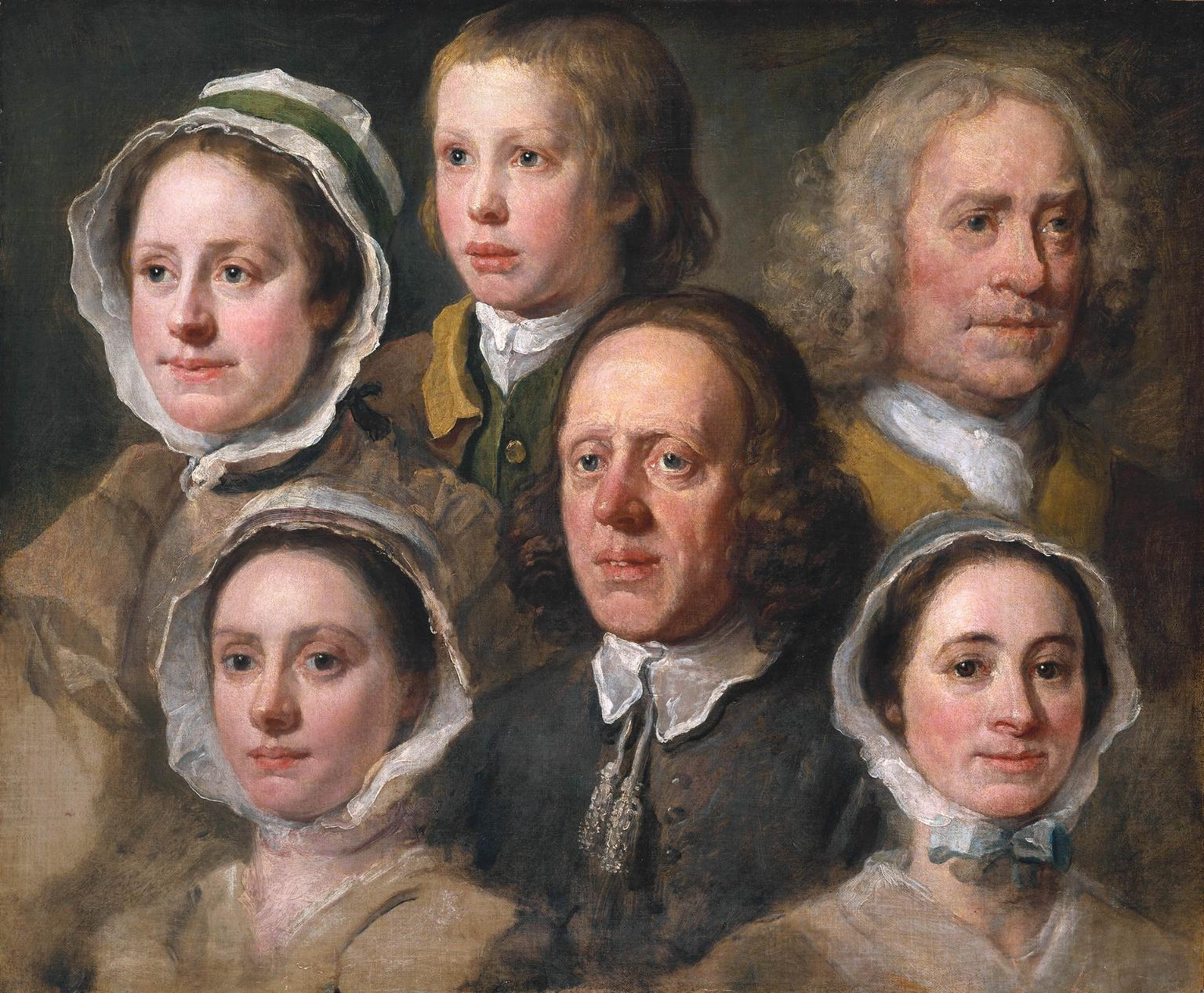
Hogarth's Servants, de William Hogarth

Sous l’Ancien régime en France, jusqu’au XVIIIe siècle, une famille aisée, noble ou bourgeoise, se doit d’entretenir une domesticité. Les immeubles d’habitation sont quelquefois conçus pour faciliter leur activité, avec par exemple des escaliers dédiés aux domestiques. Les emplois sont variés, à la fois masculins et féminins, avec une domesticité de maison, comme les femmes de chambre ou les valets, une domesticité d’entretien comme les cuisiniers ou les palefreniers, et même une domesticité intellectuelle avec les secrétaires particuliers, les intendants, les précepteurs, les aumôniers, etc. Un tassement de ce type d’emploi est constaté au moment de la Révolution française.
Mais au XIXe siècle, la domesticité s‘accroît à nouveau. L’offre sur ce type d'emploi devient plus importante avec l’urbanisation et l’importance prise par la bourgeoisie dans les villes. Et les candidatures augmentent également, avec un nombre croissant de jeunes femmes, et de jeunes hommes, quittant les zones rurales pour les villes. La présence de domestiques dans un foyer reste considérée comme un signe de statut social élevé au sein de la société et de richesse.

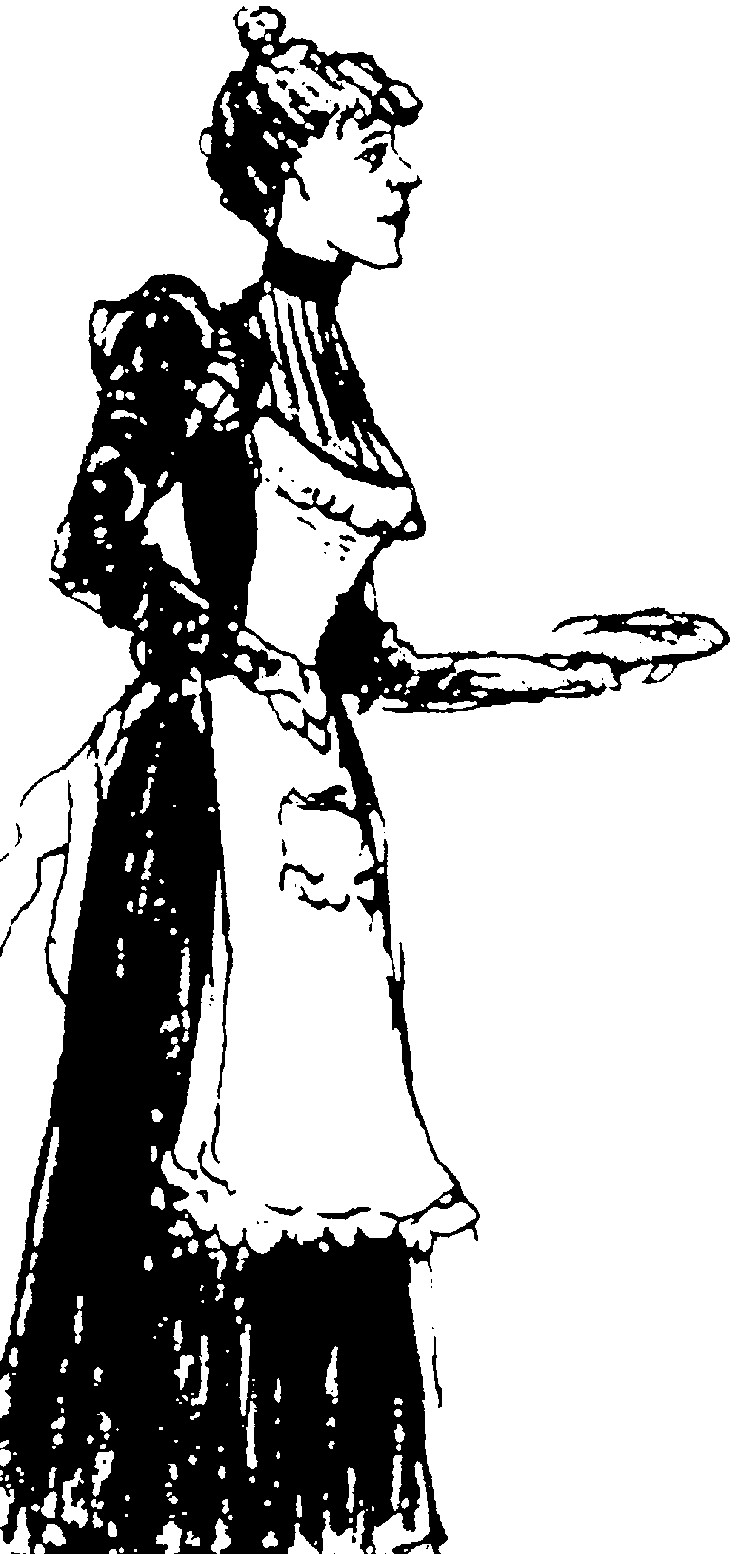
Célestine, représentation du personnage d'Octave Mirbeau.

Cette domesticité se féminise. Pour de nombreuses jeunes femmes, travailler comme bonne est un moyen d’accéder à une activité rémunératrice ne nécessitant ni formation, ni capital de départ propre. Ces jeunes femmes peuvent souhaiter aussi, initialement, échapper au contrôle parental en menant une vie libre et indépendante dans une grande ville, et préparer un accès à une condition meilleure. Ces jeunes filles habitent souvent dans la famille au service de laquelle elles travaillent, ce qui renforce leur dépendance et leur isolement. C’est la période, à Paris, durant laquelle se créent les chambres de bonnes, avec des conditions de vie souvent scandaleuses.
Le roman Le Journal d’une femme de chambre, d'Octave Mirbeau, publié en 1900, évoque cette condition de domestique : la narratrice, Célestine, est une « soubrette » d’origine bretonne. De ses différents emplois et situations vécues, elle tire une conclusion sévère et sans appel : « [S]i infâmes que soient les canailles, ils ne le sont jamais autant que les honnêtes gens. » Octave Mirbeau a souvent présenté dans ses œuvres des personnages de domestique et leur triste condition. Les contrats de travail sont oraux ou particulièrement déséquilibrés et les emplois peu stables sur les postes les moins qualifiés, remplacer une domestique étant relativement facile.
Au début du XXe siècle, un pays comme la France compte « près d’un million d’emplois de maison pour vingt millions d’actifs ». Dans les années 1950, en Grèce, environ une femme sur trois qui travaille fait partie du groupe des « gens de maison » ; ce qui était le cas aux États-Unis dans les années 1920.
Au XXe siècle, il y a de moins en moins de postes de domestique à pourvoir, et de moins en moins de candidats et de candidates pour ces emplois, au fil des décennies. Dans les milieux bourgeois, on évoque « la question de la domesticité », et plus précisément « la crise de la domesticité », ou comment faire sans. Cette « crise de la domesticité » favorise un équipement des ménages pour la pallier : machines à laver, matériel de repassage, matériels d’entretien, etc. La Première Guerre mondiale, et le manque d’hommes disponibles sur le marché du travail (plusieurs générations masculines étant mobilisées sur le front), favorisent l’emploi de femmes, et l’ouverture de métiers à ces femmes, dans de nombreux secteurs : les bureaux, les commerces, les services, mais aussi l’industrie. La diminution en nombre du personnel domestique se poursuit sans discontinuer jusqu’à l’après-Seconde Guerre mondiale. Seule la crise économique des années 1930 marque un ralentissement de cette tendance, dû au retour sur le marché du travail de postulants pour ces emplois. Le siècle voit aussi le vivier de domestiques femmes s'élargir d'abord à d'autres régions rurales, puis, dans sa seconde moitié, à une main-d’œuvre originaire d'autres pays. Par ailleurs, après la Seconde guerre mondiale, le « modèle de la bonne hébergée au domicile de son employeur disparaît rapidement » et une femme de ménage, par exemple, va avoir plusieurs employeurs différents en parallèle, avec chacun moins d'heures de travail qu'auparavant. De plus, en ce qui concerne les femmes de ménage, cette seconde moitié du siècle voit progresser le nombre de contrats informels, qui s'accompagne d'une réduction du nombre d'emplois déclarés. Les années 1990 en France voient les emplois liés à la domesticité recevoir des mesures de soutien par l’État, dans un contexte de chômage de masse dans le pays.
Le vieillissement progressif de la population à la fin du XXe siècle et au début du XXIe siècle marque à nouveau l’essor d’une demande en la matière. Cependant, ce sont souvent des femmes issues de l’immigration qui proposent leurs compétences. Certains pays, comme la Belgique, optent pour des mesures de soutien au secteur, en abaissant les coûts pour les employeurs (par des réductions fiscales, par exemple) ; tandis que dans d'autres pays, l'emploi de travailleurs et en particulier de travailleuses immigrantes, voire l'emploi non déclaré permettent aux employeurs de ne pas beaucoup payer leur employé. Même si on tente de ne plus parler de domesticité, mais de « services à la personne », ce type d’emploi souffre d’un soupçon associé à la condition des domestiques pendant des décennies (avec des notions d’exploitation, de sous-qualification et de déséquilibre de la relation entre les employeurs et les salariés concernés). Martine Aubry, alors qu’elle est ministre du Travail au début des années 1990, constate ainsi que dans l’esprit des demandeurs ou demandeuses d’emplois, « il y avait plus de subordination à s'occuper d'un couple de vieux que dans le fait de serrer des boulons sur une chaîne »,.
Au XXIe siècle, en ce qui concerne les services à la personne, apparaissent des distinctions entre deux grandes catégories : celle d'aide aux personnes (qui correspond aux soins envers des gens âgés et/ou dépendants, ou des enfants) et celle du confort (services permettant à une personne employeur d'éviter les tâches telles que le ménage, etc.),. Selon les pays, ces distinctions sont faites ou non dans les aides données par les États : si les pays scandinaves scindent bien les deux catégories et aident les services d'aide à la personne (soin), ils n'aident pas ceux de confort ; les pays du sud européen, dont la France, ne distinguent pas ces catégories et aident le tout.

## Travail domestique et culture par pays

### Brésil
En avril 2013, le gouvernement de Dilma Rousseff fait adopter une loi afin de doter les domestiques du pays des mêmes droits que les autres travailleurs. La loi reconnait dès lors aux domestiques une durée maximale de travail de quarante-quatre heures par semaine avec paiement d'heures supplémentaires en cas de dépassement, un salaire minimum, le droit de prendre des pauses, une couverture santé et des indemnités de licenciement. Toutefois, la loi a entrainé un fort mécontentement des maitres de maison qui ont pour certains licencié des domestiques.

### Chili
Les familles chiliennes les plus riches, voire issues de la classe moyenne supérieure, ont couramment recours à des employés de maison à temps plein chez elles. Début 2020, environ 300 000 personnes travaillent comme employés de maison au Chili, dont plus de la moitié sans contrat, mais même celles disposant d'un contrat ne bénéficient pas nécessairement de l'assurance chômage. Le Parlement réforme finalement la législation durant l'été 2020, rendant obligatoires les cotisations chômage, la pandémie de Covid-19 ayant détruit les emplois de 40 % des employés de maison.

### Côte d'Ivoire
Les travailleurs domestiques de Côte d'Ivoire sont estimés à plusieurs centaines de milliers, essentiellement des femmes. Le secteur étant très peu régulé, il n'existe pas de statistiques officielles. Ils sont très souvent victimes de servitude, voire d'esclavage, et de violences. D'après la juriste Sylvia Apata, consultante en droit des femmes, « Ce secteur n’est pas réglementé, chacun fait ce qu’il veut. Tout le monde profite du fait que ces femmes et ces filles ne connaissent pas leurs droits, elles sont piégées dans un purgatoire juridique. » La Côte d’Ivoire n’a en effet pas ratifié la convention C189 sur les travailleuses et travailleurs domestiques défendue par l’OIT. Par conséquent, le statut des travailleuses domestiques est théoriquement défini par le Code de travail ivoirien, mais celui-ci reste peu respecté par le patronat.
Le Réseau ivoirien pour la défense des droits de l’enfant et de la femme (Riddef) indique qu’une travailleuse sur quatre est victime de violences sexuelles, et que plus d’un tiers d’entre elles (35 %) n’a droit à aucun jour de repos, à aucun salaire et subit, au quotidien, humiliations, séquestrations et privations de nourriture. Si l’Organisation internationale du travail (OIT) et les Nations unies qualifient ces situations de « servitude », les associations sur le terrain estiment qu'il s'agit d’esclavage moderne.
En outre, environ 25 % des travailleuses domestiques sont mineures. Déscolarisées, ces filles viennent de zones rurales reculées du nord et de l’est du pays afin de travailler pour des familles plutôt aisées, notamment de chefs d'entreprise. D’après l’étude du Riddef, 80 % des employées de maison perçoivent 22 000 francs CFA par mois (soit 35 euros), ce qui ne représente que le tiers du salaire minimum interprofessionnel garanti (SMIG) de Côte d’Ivoire.

### États-Unis
Aux États-Unis, la proportion de femmes travaillant en qualité de domestique décrut fortement dans le dernier tiers du XIXe siècle. En 1870, la profession occupait 50,1 % des femmes salariées, puis 29,4 % en 1900 et enfin 16,2 % en 1920. La généralisation de l'eau-courante et du tout-à-l'égout, le développement du chauffage central et la multiplication des appartements de taille plus réduite à destination d'une classe moyenne émergente expliquent pour une grande part le déclin de cette profession.

### Guatemala
Les travailleuses domestiques sont selon les chiffres officiels près de 250 000, mais pourraient en réalité être le double. Le travail domestique est l’un seuls secteurs d’activité concédé aux femmes indigènes, surreprésentées dans la profession. Victimes de violences, d’abus sexuels, payées parfois 50 dollars par mois (le salaire moyen est de 400 dollars au Guatemala) pour un travail de 5h du matin à 23h, souvent mineures, elles constituent une « caste invisible ». Le militantisme syndical est rendu difficile par le contexte politique du pays.

### Inde
Les domestiques, souvent issus de castes inférieures, ne bénéficient d'aucune législation, d'aucuns droits spécifiques. Selon le Bureau des statistiques indiennes, leur nombre atteindrait quatre millions et demi (dont trois millions de femmes), mais les syndicats et organisations des droits humains les estiment à vingt millions. D'après le gouvernement indien, 3 511 employés de maison ont porté plainte en 2014 pour violences physiques contre leurs employeurs, mais des dizaines ou centaines de milliers d'entre eux n'osent pas saisir la justice.
Seules les violences les plus extrêmes soulèvent une réaction de l'opinion publique. En mars 2017, à Gurgaon, une employée de 17 ans aurait été jetée du balcon du onzième étage d'une tour d'un complexe résidentiel par son employeuse, épouse du vice-président de la branche indienne de Bank of America Merrill Lynch. La police locale retient l’hypothèse du suicide malgré des expertises médicales relevant de nombreuses blessures au visage infligées par des coups. En juillet 2017, une révolte de domestiques se produit dans la banlieue de New Delhi après la séquestration d'une employée par ses employeurs.

### Mexique
Les employées de maison mexicaines, en situation précaire et souvent exploitées par leurs patrons, ont été particulièrement exposées à la pandémie de Covid-19 en 2020. Début août, les femmes au foyer et les domestiques représentaient près du quart des victimes mexicaines de la pandémie. « Au-delà des transports, les domestiques s’exposent aux contagions, en faisant les courses de leurs employeurs sur des marchés, par exemple », souligne le sociologue Héctor Hernández Bringas. La précarité constitue un facteur aggravant : ainsi 99 % des femmes de ménage n’ont-elles ni contrat de travail ni couverture sociale.

### Oman, Koweït et Émirats arabes unis
La majorité des employées de maison dans les monarchies du Golfe sont asiatiques (Philippines, Sri Lanka, Inde). Toutefois, depuis que ces pays ont renforcé la protection de leurs citoyens travaillant à l'étranger, les employées africaines, principalement tanzaniennes, sont de plus en plus nombreuses dans le Golfe. L'écrasante majorité d'entre elles se voient confisquer leur passeport, et sont forcées à travailler jusqu'à 21 heures par jour sans bénéficier de congé.
Selon un rapport de 2017 sur leur condition : « Les travailleuses qui fuient des employeurs ou des agents qui les soumettent à des abus nous ont dit que la police ou leurs propres responsables d'ambassade les ont forcées à retourner (chez leur employeur) Elles disent être payées moins que ce qui a été promis, voire pas du tout, être forcées de manger de la nourriture avariée ou des restes, se faire crier dessus et être insultées quotidiennement, et être victimes d'abus physiques et sexuels de la part de leur employeur ».
Au Koweït, 93 % des domestiques se voient confisquer leur passeport par leur employeur, ce qui permet à celui-ci de restreindre leurs déplacements. Quelque 2 % sont victimes de sévices sexuels selon des estimations gouvernementales, un chiffre qui serait très inférieur à la réalité.

### Philippines
Les Philippines sont le pays qui connaît le plus fort taux d'émigration au monde, et sont le premier pays exportateur de main-d'œuvre, principalement des femmes domestiques. En 2010, plus de 150 000 Philippines ont émigré pour devenir domestiques en Amérique du Nord (41 %), au Proche-Orient (28 %) et en Asie (13 %).

## Travail domestique et migration
Le terme « travailleur migrant » désigne tout migrant international actuellement employé, au chômage ou à la recherche d’un emploi dans son pays de résidence actuel. À l’échelle mondiale, les travailleurs domestiques migrants contribuent largement à la croissance économique de leur pays d’origine.
Depuis plusieurs siècles, le travail domestique est au cœur des flux migratoires. Selon les estimations de l’Organisation internationale du travail, il y avait, en 2013, 11,5 millions de travailleurs domestiques migrants dans le monde. Selon l’organisation, environ 1 travailleur domestique sur 5 dans le monde est un travailleur migrant.
L’OIT a par ailleurs estimé qu’environ 83% des travailleurs domestiques étaient des femmes. Pour certaines d’entre elles, le travail à l’étranger est la seule opportunité de trouver un travail et de subvenir aux besoins du foyer. Les États arabes font cependant figure d’exception puisque dans ces pays, la majorité des travailleurs domestiques sont des hommes. Si dans certains cas, l’immigration peut être facteur d’émancipation et d’autonomisation pour les femmes, elles sont régulièrement victimes d’abus, sont faiblement rémunérées et ne bénéficient pas du temps de repos prévu par la législation nationale. La difficulté majeure réside dans l’application effective du droit du travail en vigueur.

### Problèmes liés à l’emploi de travailleurs domestiques migrants
La situation des travailleurs domestiques migrants est très souvent invisible puisque le lieu de travail est le domicile du particulier employeur, faisant se confondre la sphère professionnelle et la sphère privée. Les travailleurs domestiques vivent en effet dans l’intimité du cadre familial du particulier. La protection de la vie privée et du domicile garantie par l’article 12 de la Déclaration universelle des droits de l’homme et l’article 8 de la Convention européenne de sauvegarde des Droits de l’Homme et des libertés fondamentales font échec à toute ingérence dans le domicile du particulier. Le contrôle par l’inspection du travail au sein du domicile est alors inopérant. Le domicile du particulier employeur étant assimilé au lieu de travail, le respect des dispositions du Code du travail s’avère difficile à contrôler.
L’OIT estime qu’environ 30% des travailleurs domestiques dans le monde sont exclus du champ d’application de la législation nationale du travail. Les manquements concernent ainsi les jours de repos hebdomadaires, la durée du travail, le mode de rémunération ou encore le salaire minimum. Cette mise à l’écart les rend particulièrement vulnérables. La rétention des papiers d’identité du travailleur domestique migrant par l’employeur est une pratique fréquente, aussi bien dans les pays occidentaux que dans les pays en voie de développement. Cet acte, qui porte directement atteinte aux droits et libertés fondamentaux de toute personne, contraint le travailleur domestique migrant à maintenir les liens contractuels qui le lient avec son employeur, sous peine d’être en situation irrégulière.

### Mobilisation des travailleurs domestiques migrants à travers le monde
Au-delà de ce constat, il convient de prendre conscience de la nécessité de la mobilisation syndicale et associative afin de faire appliquer le droit du travail national de façon uniforme pour ces personnes et pour le reste des travailleurs nationaux. La mobilisation désigne l’action de rassembler des forces en vue de préparer une action concertée et atteindre un objectif commun. Afin d’être effective et de déboucher sur un résultat normatif, la mobilisation doit être médiatisée et visible.
Pour permettre cette mobilisation, de nombreuses associations et syndicats partout dans le monde tentent d’aller à la rencontre de ces femmes et de leur offrir un certain nombre d’informations, notamment quant au droit du travail en vigueur dans le pays où elles se trouvent. En pratique, cette rencontre s’avère difficile à réaliser car la plupart des travailleuses domestiques migrantes hébergées par leur employeur sont isolées. Les organisations doivent alors faire preuve d’innovation afin de rencontrer les travailleuses domestiques dans les lieux publics qu’elles sont susceptibles de fréquenter. Outre cette action à destination des salariées concernées, les syndicats se doivent également d’informer et de sensibiliser les employeurs.
Les droits et libertés fondamentaux garantissent la liberté d’association et de réunion, permettant ainsi la mobilisation de chacun. Proclamée par l’article 20 de la Déclaration universelle des droits de l'homme, la liberté de réunion et d’association fait en effet partie des droits fondamentaux de tout citoyen. Ratifiée par plus de 150 pays, la convention no 87 de l’OIT consacre de son côté la liberté syndicale ainsi que la protection du droit syndical. Dans certains pays, la mobilisation collective est cependant limitée puisque l’affiliation à un syndicat peut être illégale au regard du droit interne, bien que le Comité de l’OIT sur la Liberté d’Association ait affirmé le droit de tous les travailleurs, y compris ceux en situation irrégulière, d’adhérer au syndicat de leur choix.
Adoptée par la Conférence internationale du Travail en 1998, la Déclaration relative aux principes et droits fondamentaux au travail et son suivi oblige de surcroît les États membres, qu’ils aient ou non ratifié les conventions correspondantes, à respecter et à promouvoir les principes et droits universels énoncés. L’Organisation internationale du travail souligne que « l’ensemble des Membres […] ont l’obligation, du seul fait de leur appartenance à l’Organisation, de respecter, promouvoir et réaliser, de bonne foi et conformément à la Constitution, les principes concernant les droits fondamentaux qui sont l’objet desdites conventions, à savoir :
a) la liberté d’association et la reconnaissance effective du droit de négociation collective
[…] »
Les principes et droits fondamentaux qui sont énoncés par la Déclaration ont pour objet de donner aux personnes la possibilité de « revendiquer librement et avec des chances égales leur juste participation aux richesses qu’ils ont contribué à créer, ainsi que de réaliser pleinement leur potentiel humain ».
Les rapports rendus sur l’application de la Déclaration de l’OIT de 1998 en 2007 et 2012 montrent par ailleurs que l’action syndicale est essentielle pour dénoncer et agir contre les violations des droits humains.
Afin de rendre le droit syndical effectif en France, différents mouvements sont venus en aide aux travailleurs domestiques migrants en leur permettant de jouir des mêmes libertés et droits syndicaux, d’association et de négociation collective que les autres travailleurs nationaux.
Dans d’autres cas, les organisations peuvent par exemple les aider à récupérer leurs documents d’identité qui ont été confisqués par leur employeur. Cette tentative d’approche s’avère bien souvent difficile puisque les travailleuses domestiques sont fragilisées par l’emprise de leur employeur sur leur vie privée. Les actions ont donc souvent lieu a posteriori lorsque la rupture de la relation de travail est souhaitée par la travailleuse.

#### Mobilisation au niveau international
Au niveau international, l’ONG Human Rights Watch soutient les associations de travailleurs domestiques et recommande aux États de lancer des campagnes d’information et des programmes d’acquisition de compétences, permettant de formaliser les emplois occupés par les travailleurs domestiques à travers le monde. De plus, l’organisation préconise une meilleure information et un meilleur accueil des travailleurs migrants à travers la mise en place d’un personnel adéquat, un service d’aide et d’écoute ou encore un accès aux soins de santé.
Fondé en 1997, le réseau WIEGO (Women in Informal Employment: Globalizing and Organizing) est composé d’organisations de travailleurs informels et de professionnels de la recherche et du développement. Le réseau a vocation à améliorer le statut des travailleuses pauvres de l’économie informelle. WIEGO se mobilise afin de placer les travailleurs et les organisations de travailleurs au centre des politiques et des processus de développement et d’identifier les politiques, règlements et pratiques qui conviennent à la gestion et à la régie des modalités d’emploi des travailleurs pauvres de l’économie informelle. L’organisation supporte en particulier les femmes en situation économique précaire en leur fournissant une information adéquate, des connaissances et des outils mobilisables afin de faire valoir leurs droits.
La Confédération syndicale internationale (CSI), porte-parole de l’ensemble des travailleurs dans le monde, mène de nombreuses actions à destination des États pour garantir aux travailleurs domestiques les mêmes droits que les autres travailleurs nationaux. Sa mission première est de promouvoir et de défendre les droits et les intérêts des travailleurs au travers de la coopération internationale entre les syndicats en menant des actions mondiales. C’est ainsi qu’en 2012, elle a lancé une campagne « 12 ratifications en 2012 » relative à la convention no 189 de l’OIT sur les travailleuses et travailleurs domestiques. Par le biais de cette mobilisation, elle est parvenue à encourager de nombreux États à ratifier la convention. Depuis cette campagne, on estime en outre que plus de 20 000 travailleurs domestiques se sont syndiqués.
Alors que de nombreuses travailleuses domestiques s’organisent localement, ce n’est qu’en 2006, lors de la conférence internationale organisée par la Confédération syndicale des Pays-Bas, qu’une organisation internationale dédiée aux travailleurs domestiques a été initiée. Formellement créée en 2009, la Fédération internationale des travailleurs domestiques regroupe plus de 60 adhérents (associations, syndicats, réseaux) issus de 53 pays différents. Cela représente environ 500 000 travailleurs domestiques. Le 1er mai 2010, jour de la journée internationale du travail, une action syndicale organisée par l’International Domestic Workers Federation a eu lieu. Cette mobilisation visait à faire ratifier par les pays encore réfractaires la convention no 189 de l’OIT.
Actuellement, seuls 24 pays ont ratifié la convention no 189 de l’OIT. On constate une très faible implication des pays européens, et notamment de la France, dans cette perspective.
La création de la Fédération internationale des travailleurs domestiques témoigne, à l’opposé de la volonté étatique, de la montée en puissance de la mobilisation de ces travailleurs longtemps exclus du champ d’application de la législation en matière de protection sociale ou de droit du travail.
Le CSI, ainsi que la Fédération internationale des travailleurs domestiques, contribuent au succès des réformes juridiques et à l’organisation des travailleurs domestiques en associations ou syndicats.
En parallèle, le Programme de promotion du genre du BIT (GENPROM) a publié un guide d’information qui permet de prévenir les risques d’exploitation dont pourraient être victimes les travailleuses migrantes. Cette brochure doit également permettre de mieux préparer les migrations des travailleuses en détaillant toutes les informations pratiques qui peuvent les aider à préparer leur installation dans le pays d’accueil.

#### Mobilisation en Europe
L’article 12 de la Charte des Droits Fondamentaux de l’Union européenne reconnaît aux travailleurs domestiques migrants la liberté de réunion et d’association.
De plus, l’article 13 de la Directive 2009/54/CE impose aux États membres de l’Union européenne de prévoir des mécanismes efficaces par lesquels les travailleurs migrants irréguliers peuvent déposer une plainte contre leurs employeurs.

##### Réseau R.E.S.P.E.C.T
Comme au niveau international, l’Union européenne comprend un grand nombre de travailleurs domestiques migrants. À ce titre, un réseau européen - dénommé “R.E.S.P.E.C.T” - a été fondé en 1998. Il réunit des organisations créées par les migrants, des organisations de soutien aux migrants, des syndicats ainsi que des organisations non-gouvernementales (ONG) qui œuvrent pour les droits des travailleurs domestiques migrants dans les pays de l’Union européenne.
Le but du réseau R.E.S.P.E.C.T est d’améliorer la situation juridique, économique et sociale des travailleurs employés dans le secteur domestique privé. De ce fait, il a notamment pour mission de :
- Développer l’autonomie des travailleurs domestiques ainsi que leur faculté de s’organiser
- Aider les syndicats ou autres organisations à faire campagne et faire pression pour défendre leurs droits.

Afin de répondre à ces missions, ce réseau privilégie la collaboration avec les syndicats nationaux. Ceci a permis au réseau R.E.S.P.E.C.T d’améliorer la législation du travail des travailleurs domestiques migrants notamment au Royaume-Uni, en Grèce, en Espagne, en Italie ou encore en Irlande.
Le réseau R.E.S.P.E.C.T a également proposé l’élaboration d’une Charte des droits des travailleuses immigrées employées de maison. Cette Charte permettrait d’inciter les États membres à reconnaître la dignité des travailleuses domestiques, notamment en assurant l’accès à leurs droits (par exemple, le droit à un statut d’immigration, droit à un statut qui ne lie pas l’employée à son employeur, droit de voyager librement, ou encore le droit de s’affilier à un syndicat ou à une association).

##### Confédération européenne des syndicats(CES)[53]
Créée en 1973, la Confédération européenne des syndicats comprend 82 organisations syndicales présentes dans 36 pays européens. Elle défend les intérêts de tous les travailleurs.
En 2005, la CES a organisé une conférence internationale intitulée “Sortir de l’ombre : Organiser et protéger les travailleurs domestiques en Europe : Le rôle des syndicats” afin d’offrir un cadre juridique à tout employé de maison.
La CES promeut également le Réseau UnionMigrantNet qui vise à défendre les droits collectifs et individuels des travailleurs mobiles notamment en encourageant l’adhésion syndicale des migrants.
De plus, la CES s’est associée à la Confédération syndicale internationale dans une campagne “12 by 12” visant à inciter 12 nouveaux États à ratifier de la convention no 189 de l’OIT.

##### Organisation pour la sécurité et la coopération en Europe(OSCE)[56]
L’Organisation pour la sécurité et la coopération en Europe lutte activement contre la traite des êtres humains. Quatre piliers fondent cette mission :
- La prévention (sensibilisation et lutte contre les causes profondes)
- Les poursuites (enquêtes et coopération avec organismes internationaux chargés de l’application de la loi)
- La protection des droits des victimes (assistance et indemnisation)
- Les partenariats (renforcement de la coopération notamment avec les organisations internationales).

À ce titre, l’OSCE a créé en 2003 le Bureau et le poste de Représentant spécial et Coordinateur pour la lutte contre la traite des êtres humains. Ceci vise à aider les États participants à élaborer et appliquer des politiques efficaces, notamment sur la traite à des fins de servitude domestique.

#### Mobilisations régionales
Créée en 1988 en Colombie, la Confederación Latinoamericana y del Caribe de Trabajadoras del Hogar (CONLACTRAHO) réunit 7 pays latino-américains : Argentine, Bolivie, Brésil, Colombie, Costa Rica, Chili, et le Guatemala et plus de 13 organisations de travailleurs migrants à travers le monde. Il s’agit d’une association dont la mission principale consiste à conseiller les travailleuses domestiques en Amérique latine et dans les Caraïbes. Cette organisation, créée par et pour les femmes exerçant un travail domestique, promeut l’amélioration des conditions de vie des travailleuses par le biais d’actions de formation, de conseil. Elle agit également en défense des intérêts et des droits des travailleuses domestiques migrantes devant les tribunaux nationaux. La majorité des membres de l’association sont d’anciennes travailleuses domestiques.
La CONLACTRAHO s’attache également à renforcer la collaboration avec les syndicats en leur apportant notamment un soutien en matière de sensibilisation politique.
En Asie, lors de la conférence Migrant forum in Asia de 2008, s’est formé l’un des plus importants rassemblement d’organisations venant en aide aux travailleurs domestiques migrants. Il s’agit de l’Asia Migrant Domestic Workers' Alliance (ADWA). L’une des missions principales de cette organisation est de promouvoir les droits, l’aide sociale ainsi que l’émancipation des travailleuses domestiques migrantes. Pour ce faire, l’ADWA mène des campagnes en vue de faire reconnaître le travail domestique comme un véritable travail et de faire appliquer la convention no 189 de l’OIT. En parallèle, l’Asian Domestic Workers Network regroupe plus généralement les intérêts de toutes les travailleuses domestiques de la région Asie-Pacifique, qu’elles soient immigrées ou non.

#### Mobilisations par pays
C’est davantage au sein des États qu’une réelle mobilisation se réalise. Dans plusieurs pays, les campagnes et mobilisations publiques organisées par des Organisations non-gouvernementales et certains syndicats sont devenues un moyen clé de revendication des droits des travailleurs domestiques migrants. Ceci permet aussi d’informer ces travailleurs domestiques de leurs droits qu’ils méconnaissent souvent.

##### Afrique du Sud
En Afrique du Sud, le syndicat SADSAWU a réussi à syndiquer un nombre important de travailleurs domestiques sud-africains. Ce syndicat a permis aux travailleurs de se mobiliser et de débattre dans la rue. L’organisation tente de rencontrer les travailleuses domestiques migrantes dans les trains des banlieues pauvres, les supermarchés et autres lieux publics, mais aussi en faisant du porte-à-porte. D’importantes avancées concernant l’assurance chômage ou encore le salaire minimum ont ainsi pu être obtenues grâce à l’action de ce syndicat.

##### Belgique
L’ONG belge OR.C.A est une organisation pour les travailleurs immigrés clandestins. Par ailleurs, l’OR.CA consacre, depuis 2009, une grande partie de son activité au personnel domestique (avec ou sans papiers).
Elle met, d’abord, à leur disposition un « Helpdesk » . En cas de différends avec leur employeur ou en cas de doutes sur leurs droits du travail, ils peuvent contacter l’OR.CA par téléphone, mail ou Facebook. De plus, l’ONG organise des activités tous les dimanches afin de suivre des cours de langue, une formation sur les droits du travail ou encore diverses activités socioculturelles.

##### Brésil
C’est au Brésil qu’est née la première forme d’organisation de travailleuses domestiques en 1936, alors même que le droit de s’organiser collectivement n’est prévu que depuis 1988 par la constitution brésilienne. Certaines des associations formées dans les années 1960 au Brésil sont progressivement devenues des syndicats, c’est notamment le cas du Syndicat des travailleurs domestiques de la municipalité de Rio de Janeiro (STDRJ). Chaque année, le STDRJ contribue efficacement à sensibiliser aux droits et à faciliter l’accès à la justice à environ 8 000 travailleurs domestiques. Le syndicat souffre cependant d’un faible nombre d’adhérents (environ une dizaine) et bénéficie d’un faible soutien financier, constitué par les indemnités obtenues en justice.

##### Chine
Actuellement, il y a environ 240 000 travailleurs domestiques immigrés qui sont syndiqués à Hong-Kong. Dans la région de Hong-Kong, les travailleurs domestiques indonésiens se sont syndiqués par eux-mêmes et ont formé le Syndicat des travailleurs migrants de l’Indonésie (IMWU). Ce syndicat, en coopération avec le Syndicat des travailleurs domestiques asiatiques (ADWU) a déposé plus de 800 plaintes auprès du département du travail pour protester contre l’insuffisance des salaires entre 2004 et 2007. Le syndicat IMWU mène en outre des actions en vue de conseiller, de former et de sensibiliser les travailleurs domestiques indonésiens. La plupart des travailleurs ignorent en effet la législation d’Hong-Kong. Par ses nombreuses actions, le syndicat a également enjoint au gouvernement indonésien d’adopter une loi sur la protection des travailleurs migrants indonésiens à l’étranger.
Le syndicat FADWU de Hong-Kong, composé à la fois de travailleurs domestiques migrants et locaux, met en œuvre des actions afin d'entrer en contact avec les travailleurs domestiques et les aide à s’organiser entre eux.

##### Espagne
En Espagne, la loi organique no 8 du 22 décembre 2000 interdisait aux migrants en situation irrégulière de rejoindre un syndicat, de constituer une association ou de faire grève. Toutefois, ceci a été jugé inconstitutionnel en novembre et décembre 2007. Ainsi, la loi n° 2 du 11 décembre 2009 a par la suite permis à tout migrant de jouir des mêmes droits collectifs.
De plus, l’association espagnole SEDOAC (« Servicio Doméstico Activo ») regroupe des travailleuses domestiques de différentes nationalités. Elle agit pour l’égalité des droits (syndicaux, politiques, sociaux et civils) de toutes les employées de maison, migrantes ou non. À ce titre, elle participe à de nombreuses manifestations, et effectue diverses actions de visibilité et de sensibilisation auprès de la société et du gouvernement espagnol.

##### États-Unis
Fondée en 2007, l’organisation National Domestic Workers Alliance (en) (NDWA) créée par et pour les travailleuses domestiques est leur porte-parole. Elle lutte notamment contre les discriminations fondées sur la nationalité de ces femmes par des campagnes et des actions de mobilisation. Elle promeut en outre le respect de la dignité et la reconnaissance de la profession.
Depuis 2000, l’organisation Domestic Workers United (DWU), siégeant à New-York, rassemble les femmes originaires des Caraïbes, du continent africain ou encore d’Amérique latine qui sont employées en tant que travailleuses domestiques. L’organisation va à la rencontre de ces travailleuses dans les parcs ou les transports publics en repérant les personnes avec des poussettes. Il est également envisageable d’aller à leur rencontre dès leur arrivée dans les aéroports. L’organisation DWU met en outre un service concret d’aide en matière de santé à leur disposition. La DWU a d’ailleurs été l’un des membres fondateurs de la NDWA (supra).

##### France
Le décret de 1848 sur le suffrage universel reconnait aux domestiques (hommes) le droit de vote, mais sans leur accorder le droit d'éligibilité ni le droit d’être juré.
À Paris, dans les années 1960, les femmes domestiques sont souvent d'origine espagnole,.
La France n’a pas ratifié la convention no 189 de l’OIT sur les travailleuses et travailleurs domestiques.

###### Les manifestations
De 2007 à 2011, de nombreuses mobilisations ont eu lieu en France pour défendre les travailleurs et travailleuses sans-papier.
Il y a notamment eu les manifestations suivantes :
- Manifestation du 21 décembre 2007[77]
- Manifestations en 2008

En 2008, de nombreuses grèves menées par des travailleurs étrangers en situation irrégulière furent lancées en France, notamment sous l’impulsion du syndicat Confédération générale du travail et de l’association Droits devant !!. Ce mouvement a duré près de 9 mois. Il comprenait environ 6 000 travailleurs sans-papier, dont 250 travailleurs domestiques.
- Manifestation du 7 mars 2009 pour le droit des femmes, et notamment la régularisation des travailleuses sans-papier[78].
- Manifestation du 29 novembre 2009[79]
- Manifestation du 13 février 2010[80]

Concrètement, aucune manifestation pour défendre directement les droits des travailleurs domestiques n’avait eu lieu en France. Toutefois, le 17 juin 2017, au lendemain de la journée mondiale des travailleuses domestiques, une manifestation pour ces travailleurs a eu lieu sur la place du Trocadéro. Cinq organisations syndicales et associations ont appelé à rejoindre ce mouvement afin que la France ratifie la convention n° 189 de l’OIT.

###### Organisations
La France comporte divers groupements pouvant apporter leur soutien aux travailleurs domestiques migrants.
- Association Amicale d’Auxiliaire Parentale et Humanitaire (AAPH)[83]

Il s’agit d’un regroupement d’entraide et de solidarité entre les auxiliaires parentales.
- Association Droits devant !![84]

Fondée en 1995, cette association se mobilise activement pour régulariser la situation des personnes sans-papiers. À la suite des grèves des travailleurs sans-papiers de 2008, Droits devant !! mène une campagne pour dénoncer les abus subis par ces salariés, notamment en collaboration avec le Collectif des travailleurs sans-papiers de Vitry-sur-Seine (CTSPV 94) et la (CSP93). Cette campagne porte le nom suivant : « Contre le travail dissimulé, régularisation de tous les sans-papiers ».
Cette association a, à ce titre, mené de nombreuses manifestations afin de sensibiliser l’administration et le gouvernement français, les ambassades et consulats des pays d’origine des sans-papiers aux abus subis notamment par les travailleurs domestiques migrants. Ces actions ont permis la régularisation de centaines de milliers de personnes.
- La Confédération générale du travail :
  - Fédération CGT Commerce et services[87] : la Fédération est l’une des organisations à l’initiative du mouvement du 17 juin 2017 à Paris, visant à interpeller les pouvoirs publics sur les droits des travailleuses domestiques et sur la ratification de la convention n° 189 de l’OIT.
  - CGT Travail Emploi Formation Professionnelle[88] : ce syndicat participe à la campagne « Contre le travail dissimulé, régularisation de tous les sans-papiers! », notamment aux côtés des organisations Droits devant !! ou l’Union des Philippins de France.
- La CFDT des salariés du particulier employeur[89]

Depuis 1965, ce syndicat des employés de maison agit activement pour défendre les droits des travailleurs domestiques. Il a permis l’extension de la Convention collective des entreprises de services à la personne, le 30 avril 2014. Ce syndicat a également obtenu des avancées majeures pour ces salariés, notamment sur leur retraite, prévoyance et formation professionnelle.
De plus, la CFDT a créé un guide d’information et d’accueil des travailleurs migrants en France en 2012.
Aujourd’hui, il milite activement pour la ratification de la Convention no 189 de l’OIT sur les travailleurs domestiques par la France.
- Le Comité Contre l’Esclavage Moderne (CCEM)[90]

Fondé en 1994, le Comité Contre l’Esclavage Moderne lutte contre toute forme d’esclavage, de servitude et de traite des êtres humains à des fins d’exploitation par le travail. Il s’est rapidement spécialisé dans les victimes d’esclavage domestique.
Depuis sa création, le CCEM a apporté son aide à plus de 500 travailleurs domestiques, en leur proposant un accompagnement :
- juridique (juristes et avocats),
- social (hébergement, suivi médical et psychologique, accompagnement socio-éducatif),
- et, administratif (accompagnement auprès de tout service public).

Sur l’accompagnement juridique, le Comité est omniprésent. Il a en effet permis la condamnation de nombreux particuliers (auprès des juridictions françaises ou de la Cour européenne des droits de l’homme) pour traite des êtres humains à des fins d’exploitation domestique.
Aux côtés de ces accompagnements, ses activités comprennent également la mobilisation, la sensibilisation et la formation.
- Le RAJFIRE[93]

Créé en 1998, le Réseau pour l’autonomie des femmes immigrées et réfugiées est un collectif féministe qui lutte pour les droits des femmes étrangères, immigrées, demandeuses d’asile ou réfugiées. Il est situé à la Maison des femmes de Paris. En partenariat avec le Collectif ADFEM, il œuvre notamment pour la régularisation des femmes sans-papiers ainsi que l’application du droit du travail en effectuant des permanences juridiques et sociales.
- Peuples Solidaires - ActionAid France[95]

Depuis 1971, l’Organisation non-gouvernementale ActionAid France œuvre au service de la solidarité internationale. Composée de militantes bénévoles, elle soutient notamment la dignité au travail et le droit des femmes. Ainsi, elle accorde une attention particulière aux travailleuses domestiques (publication d’infographie, communiqués de presse, et sa participation à de nombreuses manifestations).
- UNSA - Syndicat National des Auxiliaires parentales et les Salariés du Particulier Employeur[96]

Ce syndicat permet aux travailleurs domestiques d’être renseignés de leurs droits en organisant de nombreuses permanences juridiques, et de les défendre en cas de litige avec leur employeur.

##### Irlande
L’organisation « Migrant Rights Centre Ireland » (MRCI) œuvre pour la promotion de la justice, l’autonomisation et l’égalité des migrants et de leurs familles.
En son sein, un Groupe d’Action pour les Travailleurs Domestiques, fondé en 2003, comprend plusieurs centaines d’employés de maison. Ce Groupe d’Action a réalisé de nombreuses campagnes qui ont notamment engendrées la ratification de la Convention no 189 de l’OIT par le gouvernement irlandais. De plus, ce Groupe d’Action milite activement pour instaurer des inspections dans le secteur des foyers privés.

##### Liban et Arabie Saoudite
Au Liban et en Arabie Saoudite, la domination des travailleuses domestiques migrantes est renforcée par le système de « Kafala » (tutelle). Cette tutelle place la travailleuse en situation d’infériorité par rapport à son employeur qui confisque ses documents d’identité, restreignant ainsi ses possibilités de mobilité et la conduisant à une situation d’isolement complet au domicile. Si elles venaient à rompre la relation de travail, elles se trouveraient dans une situation d’illégalité, puisque seuls les employeurs ont le contrôle sur le visa des travailleuses domestiques.
Ainsi, au Liban, le Migrant Workers Task Force (MWTF) a mené une campagne contre cette pratique du « Kafala ». Il s’agit d’une organisation bénévole locale qui milite pour l’amélioration de la situation des travailleurs domestiques migrants. Le MWTF propose notamment des cours de langues, d’informatique, de cuisine ou encore de sensibilisation à la santé. Cependant, ces cours sont uniquement dispensés le dimanche (unique jour de repos).

L’organisation libanaise anti-exploitation KAFA œuvre également activement, depuis 2005, contre l’exploitation et la traite des femmes, en particulier chez les travailleurs domestiques migrantes.
« Ils nous traitent comme des animaux. Nous ne sommes pas des prisonniers. Certains travailleurs sont enfermés et ne sont pas autorisés à quitter la maison pendant des années ».
« Le système du Kafala tue un travailleur domestique chaque semaine ».
Fondée en 2016, l’Association de Défense des Droits des Africains au Moyen-Orient (ADDAMO) a été créée pour défendre les travailleurs migrants se trouvant notamment au Liban, et en Arabie Saoudite.
Toutefois, la mobilisation en Arabie Saoudite demeure quasi impossible. Il n’existe d’ailleurs pas de syndicats dans ce pays, seulement des comités de travailleurs car le droit syndical n'y est pas reconnu.

##### Mexique
Au Mexique, près de 2,24 millions de personnes sont employées en tant que travailleurs domestiques. Cependant, 98 % de ces employés de maison ne bénéficient d’aucune protection sociale.
De ce fait, un Réseau national des travailleurs domestiques a été créé en 2006 afin qu’ils puissent bénéficier d’un travail décent. Il a pour objectif la défense des droits syndicaux, humains, culturels et collectifs.
Cinq organisations font partie de ce Réseau :
- Centre de soutien aux travailleurs domestiques intitulé el Centro de Apoyo a la Trabajadora Doméstica (CATDA AC) : dans l’État de Morelos, cette organisation de femmes féministes dans la défense des droits humains des femmes et des droits du travail des travailleurs domestiques ;
- Colectivo Atabal AC : fondé en 1987 à Mexico, cette organisation vise à former ces travailleurs aux droits du travail ;
- Le Réseau de travailleuses de la maison de Guerrero ;
- Mixe Xaam Cultural Expression : depuis 1995, cette organisation œuvre pour les droits des femmes migrantes provenant de divers États de la République du Mexique ;
- Le Collectif des employés de maison des Altos de Chiapas intitulé CEDACH AC.

De plus, un Syndicat national des travailleurs domestiques intitulé Sinacttraho a été créé en 2015 par Marcelina Bautista. En 2017, il a mené une campagne visant à formaliser le travail domestique et à promouvoir la négociation collective.

##### Pérou
Créé en 2008, SINTTRAHOL est un syndicat péruvien autonome qui défend les droits des travailleurs domestiques et combat les discriminations, l’exploitation et la violation de la législation en matière de droit du travail dont ils sont victimes.

##### Portugal
L’association SOLIM (« Solidariedade Imigrante ») œuvre, depuis 2001, pour la défense des droits des migrants.
Une grande partie de ses missions sont consacrées aux femmes immigrées, dont la majorité sont des travailleuses domestiques. Dès 2006, cette association a mené le projet « Immigrant Women and Domestic Work », dont l’objectif était de soutenir ces employées de maison notamment via la diffusion d’informations et un soutien psychologique.
En 2009, l’association SOLIM a soutenu un nouveau projet intitulé « GAMI ». Il s’agit d’un groupe de soutien aux femmes migrantes. Ce projet œuvre davantage sur la protection juridique et sociale des travailleuses domestiques. Il leur permet également de s’exprimer de manière autonome et indépendante. De plus, ce projet a entraîné la publication en 2012 d’une brochure intitulée « Droits et devoirs dans le travail domestique » afin d’informer ces employées.

##### Suisse
Depuis 2013, une campagne nationale dénommée « Aucune employée de maison n’est illégale » a été lancée pour la régularisation des employés domestiques sans-papiers. En effet, environ 40 000 employées de maison seraient sans statut légal en Suisse.
Ce mouvement a émergé de l’association « Valoriser le travail domestique - régulariser les sans-papiers ». Une trentaine d’organisations adhérentes, la participation d’un grand nombre de personnalités ainsi que de nombreuses campagnes cantonales médiatisées ont permis l’obtention de 21 875 signatures pour une pétition présentée au Conseil Fédéral.
En 2017, la brochure de ce mouvement a été publié par la Plateforme des sans-papiers.
Parmi les autres organisations participant à ce mouvement, deux jouent également un rôle majeur dans le secteur des travailleurs domestiques.
D’une part, le Contact Centre Swiss Immigrants (CCSI) est une association à but non lucratif. Elle défend les droits des personnes migrantes, quelle que soit leur nationalité d’origine.
D’autre part, le Syndicat Interprofessionnel des Travailleuses et travailleurs (SIT) effectue de nombreux communiqués sur les travailleurs domestiques et défend de nombreux employés sans-papiers.

## Représentations dans la culture

### Travail domestique dans la littérature

#### Romans et pièces de théâtre
- Les Fourberies de Scapin, de Molière, 1671.
- Instructions aux domestiques, de Jonathan Swift, 1745.
- Mémoires d'un valet de pied (The Yellowplush Papers), de William Makepeace Thackeray, 1837 ; trad. rééd. Autrement, 1995 ; Ombres, 2007.
- Ruy Blas, de Victor Hugo, 1838.
- Jeanne, de George Sand, 1844.
- Martin l'enfant trouvé ou Mémoires d'un valet de chambre, d'Eugène Sue, 1846-1847.
- Germinie Lacerteux, de Jules de Goncourt et Edmond de Goncourt, 1865.
- Pot-Bouille, d'Émile Zola, 1882.
- Le Journal d'une femme de chambre, d'Octave Mirbeau, 1900.
- Jeeves, série de romans de Pelham Grenville Wodehouse, 1919-1974.
- Rebecca de Daphne du Maurier, 1938.
- Les Bonnes, de Jean Genet, 1947.
- The Servant, de Robin Maugham, 1948.
- Pipes de terre et pipes de porcelaine, souvenirs d'une femme de chambre en Suisse romande de 1920 à 1940, de Madelaine Lamouille en 1978[114].
- Grosse et bête, autobiographie d'une domestique de 1946 à 1952 en Suisse alémanique, de Rosemarie Buri, en 1990[115].
- Dolores Claiborne, de Stephen King, 1992-1993 ; adapté au cinéma en 1995.
- La Couleur des sentiments (The Help), roman de Kathryn Stockett, 2009.
- Belgravia, de Julian Fellowes, 2016, Paris, éditions Jean-Claude Lattès  (ISBN 978-2-286-13432-7).

#### Romans graphiques et bandes dessinées
- Bécassine, par la scénariste Jacqueline Rivière et le dessinateur Émile-Joseph-Porphyre Pinchon, 1905 ; sera adaptée au cinéma en 1940, 2011 et 2018.
- Emma, manga de Mori Kaoru, dont le premier tome sort en 2002.

### Travail domestique à l'écran

#### Films
- L'Extravagant Mr Ruggles de Leo McCarey (1935) avec Charles Laughton.
- La Règle du jeu de Jean Renoir (1939), une peinture de mœurs de l'aristocratie et de la grande bourgeoisie ainsi que des domestiques qui les servent.
- Rebecca d'Alfred Hitchcock (1940). La gouvernante Mrs. Danvers ne supportant pas que la nouvelle épouse de Maxim de Winter, remplace l'ancienne maîtresse de maison qu'elle vénérait et qui est décédée.
- Umberto D., de Vittorio De Sica (1952). Maria, la servante de la pension où vit Umberto D., interprétée par Maria-Pia Casilio. Rôle secondaire, mais l'un des plus représentatifs de la vie de domestique à cette époque.
- La Servante, de Kim Ki-young (1960). Myeong-sook, domestique à la personnalité trouble.
- The Servant, film de Joseph Losey (1963) qui décrit les relations inquiétantes entre un aristocrate et son valet interprété par Dirk Bogarde.
- Le Journal d'une femme de chambre de Luis Buñuel (1964) — adaptation du célèbre roman d'Octave Mirbeau, Le Journal d'une femme de chambre – avec Jeanne Moreau dans le rôle de la femme de chambre Célestine.
- La Folie des grandeurs, de Gérard Oury (1971), Blaze et Don Salluste. « Il est l'or, l'or de se réveiller... ».
- Les Petites Fugues, film d'Yves Yersin (1979), qui relate les fugues du vieux valet de ferme Pipe.
- Moi et Caterina, (Io e Caterina) d'Alberto Sordi (1980). L'homme d'affaires Enrico Melotti fait l'acquisition d'un humanoïde à l'apparence d'une domestique pour s'occuper de son intérieur, mais peu à peu Caterina fait preuve de sentiments.
- Le Festin de Babette de Gabriel Axel (1987). Le repas français de Babette pour les convives danois des deux sœurs pour qui elle travaille.
- Tatie Danielle d'Étienne Chatiliez (1990). Odile puis Sandrine tourmentées par l'acariâtre Tatie Danielle.
- Les Vestiges du jour de James Ivory (1993) : avec Anthony Hopkins (le majordome M. Stevens) et Emma Thompson (la gouvernante Miss Kenton).
- Madame Doubtfire de Chris Columbus (1993). Un père se fait passer pour une gouvernante pour voir ses enfants chez son ex-femme.
- La Cérémonie, de Claude Chabrol (1995) avec Sandrine Bonnaire dans le rôle d'une bonne à tout faire manipulée.
- Jane Eyre de Franco Zeffirelli (1996) (adaptation du roman de Charlotte Brontë) avec Charlotte Gainsbourg dans le rôle de la gouvernante Jane Eyre.
- Les Blessures assassines de Jean-Pierre Denis (2000), avec Sylvie Testud dans le rôle d'une des sœurs Papin.
- Gosford Park de Robert Altman (2001), avec Helen Mirren dans le rôle de l'intendante Mrs. Wilson.
- La Jeune Fille à la perle de Peter Webber (2003) avec Scarlett Johansson.
- La Couleur des sentiments de Tate Taylor (2011)
- Les Femmes du 6e étage de Philippe Le Guay (2011) avec Fabrice Luchini et Natalia Verbeke.
- Le Majordome de Lee Daniels (2013) avec Forest Whitaker.
- Parasite de Bong Joon-ho (2019).

#### Séries télévisées
- Maîtres et Valets, de Jean Marsh et Eileen Atkins (1971-1975).
- Pour l'amour du risque, de Sidney Sheldon (1979-1984). Max et le couple intrépide Jonathan et Jennifer Hart.
- Madame est servie (1984-1992), créée par Martin Cohan et Blake Hunter, avec parmi les personnages principaux l'homme à tout faire Tony Micelli.
- Maguy de Jean-Guy Gingembre et Stéphane Barbier (1985-1994). Rose au service notamment de Maguy.
- Jeeves and Wooster, de Clive Exton (1990-1993).
- Le Prince de Bel-Air, d'Andy Borowitz et Susan Borowitz (1990-1996). Jeffrey, le majordome chez la famille Banks.
- Downton Abbey de Julian Fellowes (2010, 2011, 2012, 2013, 2014).
- Devious Maids de Marc Cherry (2013-2016). Quatre domestiques d’origine hispanique à Beverly Hills.
- Une nounou d'enfer (1993-1999) avec les personnages de Fran Fine, nounou de la famille et personnage principal, et Niles, le majordome.